# Pontoperla teberdinica
Pontoperla teberdinica är en bäcksländeart som först beskrevs av Boris Ivan Balinsky 1950.  Pontoperla teberdinica ingår i släktet Pontoperla och familjen blekbäcksländor. Inga underarter finns listade i Catalogue of Life.